# Sliven Peak
Der Sliven Peak (englisch; bulgarisch връх Сливен wrach Sliwen) ist ein 530 m hoher Berg auf der Livingston-Insel im Archipel der Südlichen Shetlandinseln. Er ragt am östlichen Ausläufer des Melnik Ridge 4,1 km ostnordöstlich des Mount Bowles und 1,6 km nordnordwestlich des Atanasoff-Nunataks auf. Der Kaliakra-Gletscher liegt nördlich und der Huron-Gletscher südöstlich von ihm.
Die bulgarische Kommission für Antarktische Geographische Namen benannte ihn 2002 nach der Stadt Sliwen in Bulgarien.